# Arriva
Arriva es una compañía multinacional de transporte público con sede en Sunderland, Reino Unido. Opera líneas de autobús, autocar, tren, tranvía, ambulancia y barco en 14 países de Europa, emplea a más de 47.500 personas y presta servicio a con más de 1,5 millones de viajes destinados a pasajeros cada año. Arriva es el tercer operador de autobuses más grande del Reino Unido y es una de las 'cinco grandes' empresas de autobuses de ese país.
En España presta servicio en Galicia como Arriva Noroeste, en la isla de Mallorca como Autocares Mallorca y Bus Nort Balear y en la Comunidad de Madrid con empresas filiales como Arriva Madrid. 
Era filial de Deutsche Bahn hasta 2023, cuando la adquirió I Squared Capital.